# Scaphiodontophis annulatus
Scaphiodontophis annulatus är en ormart som beskrevs av Duméril, Bibron och Duméril 1854. Scaphiodontophis annulatus ingår i släktet Scaphiodontophis och familjen snokar.
Arten förekommer i Centralamerika och norra Sydamerika från Mexiko till Colombia. Honor lägger ägg.

## Underarter
Arten delas in i följande underarter:
- S. a. annulatus
- S. a. dugandi
- S. a. nothus
- S. a. hondurensis